# Contea di Sacramento
La contea di Sacramento, in inglese Sacramento County, è una contea dello Stato della California, negli Stati Uniti. La popolazione al censimento del 2000 era di 1 223 499 abitanti. Il capoluogo di contea è Sacramento, anche capitale della California.

## Geografia fisica
La contea si trova nella parte centrale della California. L'U.S. Census Bureau certifica che l'estensione della contea è di 2578 km², di cui 2501 km² composti da terra e i rimanenti 77 km² composti di acqua. La contea si colloca nel nord della Central Valley. Si estende dalle pianure del fiume Sacramento e del San Joaquin a sud-ovest fino alle pendici della Sierra Nevada nella parte orientale. L'estremo sud-ovest si affaccia sulla baia di San Francisco. Nella parte settentrionale della contea scorre anche il fiume American.

### Contee confinanti
- Contea di Placer - nord
- Contea di El Dorado - nord-est
- Contea di Amador - est
- Contea di San Joaquin - sud
- Contea di Contra Costa - sud-ovest
- Contea di Solano - ovest
- Contea di Yolo - ovest
- Contea di Sutter - nord-ovest

## Storia
La contea di Sacramento fu costituita nel 1850 ed è una delle 27 contee originarie della California. Prende il nome dall'omonimo fiume.

## Comuni
Di seguito una lista delle Cities e dei Census-designated places:

### Cities
- Citrus Heights (incorporata nel 1997)
- Elk Grove (incorporata nel 2000)
- Folsom (incorporata nel 1946)
- Galt (incorporata nel 1946)
- Isleton (incorporata nel 1923)
- Rancho Cordova (incorporata nel 2003)
- Sacramento (incorporata nel 1850)

### Census-designated places
| - Antelope - Arden-Arcade - Carmichael - Clay - Courtland - Elverta - Fair Oaks - Florin - Foothill Farms - Franklin | - Freeport - Fruitridge Pocket - Gold River - Herald - Hood - La Riviera - Lemon Hill - Mather - McClellan Park - North Highlands | - Orangevale - Parkway - Rancho Murieta - Rio Linda - Rosemont - Vineyard - Walnut Grove - Wilton |

## Infrastrutture e trasporti

### Principali strade ed autostrade
- Interstate 5
- Interstate 80
- U.S. Highway 50
- California State Route 12
- California State Route 16
- California State Route 70
- California State Route 99
- California State Route 104